# Le Monde du sexe
Le Monde du sexe (The World of Sex) est un essai américain de l'écrivain Henry Miller paru en 1940 à Chicago dans une édition à tirage limité.

## Contexte
Cet essai a été écrit en anglais par Henry Miller en 1940. C'est au cours de cette année qu’il a décidé de retourner aux États-Unis, après un séjour en Grèce, pour fuir la guerre, après un long séjour à Paris. L'écriture de ce roman s'inscrit aussi dans la continuité de la publication de son premier ouvrage devenu un grand classique, Tropique du Cancer. Miller décide de rédiger un ouvrage qui lui permettrait de clarifier sa pensée sur un élément central de son œuvre, la sexualité. Au cours de l’ouvrage, il part des éléments sexuels de sa biographie pour faire le point sur sa pensée et sur le sens de son existence. De sa réflexion ressort un discours politique qui annonce, d’une certaine manière, la révolution sexuelle à venir des années 1960.
En 1957, Henry Miller va clarifier certains passages de cet ouvrage pour éviter les malentendus sur sa pensée. L’ouvrage est particulièrement révélateur des nombreuses forces littéraires de Miller : mémorialiste, aventure, amour, philosophie, poésie, peinture.

## Contenu
En partant de l’importance du sexe dans sa vie et dans l’expérience humaine, Miller aborde maints sujets et passe d’une autobiographie à ses auteurs préférés, en passant par la géopolitique mondiale en apparition. Les réflexions qu’il amorce sont souvent interrompues par d’autres pensées.
Miller y confirme l’influence de nombreux auteurs sur sa pensée: Nietzsche, Emerson, Whitman, Fabre, Havelock Ellis, Westermarck, Maeterlinck, Strindberg, Dostoïevski, Gorki, Tolstoï, Kropotkine, Verhaeren, Bergson, Herbert Spencer, Balzac (Louis Lambert et Séraphîta) et D. H. Lawrence.
L'auteur affirme aussi l'’importance toute relative de la sexualité dans le comportement humain. Cette position semble choquer considérant la place qu'elle prend dans l’œuvre de l’auteur. Toutefois il se justifie en en faisant un mode d’expression comme un autre de la réalité humaine.
Il reste aussi humble sur l’apport qu'il fait à la compréhension de la sexualité humaine et prépare en quelque sorte une compréhension mystique de celle-ci.
Ainsi, pour Miller, l’épanouissement de la sexualité sera « l’ultime cataclysme, le déluge qui balaiera les robots »  et permettra aux humains de parvenir à l'unité.

## Éditions
La première édition sort en 1940 et porte la mention « Printed by J. H. N. for Friends of Henry Miller » ; tirée à 250 exemplaires sur les presses de l'imprimeur John Henry Nash (1871-1947), et vendus par souscription, à la librairie Argus Books (Chicago) dirigée par Ben Abramson (1898-1955). La première édition française date de 1952, elle sort dans la collection dirigée par Maurice Nadeau chez Corrêa. En 1959, Maurice Girodias publie en anglais à Paris, chez Olympia Press, la version révisée par Miller (coll. « The Traveller's Companion Serie » no 47).
L'édition américaine courante, disponible en librairie, ne sort qu'en 1965, chez Grove Press qui mentionne sur la couverture : « Complete Paris Edition Now Published ».